# Cornelis Weus
Cornelis Weus (in Franstalige teksten Cornil) (1535 - 1587) was een Duinkerker kaperkapitein. 
In 1569 was hij de kapitein van het oorlogsschip "de Windhond" dat door de schepenen van Duinkerke werd uitgerust om de vissers te beschermen tegen aanvallen van de Watergeuzen. Duinkerke was Spaansgezind en was de voorpost van de katholieke wereld tegenover de opstandige protestantse provinciën.
Enkele kilometers ten noorden van de stad begon de toekomstige Republiek der Zeven Verenigde Nederlanden, die de verontwaardiging wekte door hun opstand tegen Spanje. De Tachtigjarige Oorlog was zowel een godsdienstoorlog als een nationale vrijheidsoorlog, die zou aflopen met de onafhankelijkheid van de Republiek. De Republiek had veel invloed op zee met de zogenaamde "Watergeuzen". In werkelijkheid waren dit geen ongeorganiseerde bendes, maar een soort conglomeraat van grotere en kleinere reders met handelsbelangen. Door hun beheersing van de zee werd de bevoorrading en de handel van het katholieke Duinkerke flink bedreigd.
Vice-admiraal Cornelis Weus viel de Nederlanders in mei 1576 aan. Hij slaagde erin om hoeveelheid wapens en munitie aan land te brengen in Brouwershaven, dat op dat moment werd geblokkeerd door Nederlandse schepen van de prins van Oranje en liep ondanks blokkades binnen in Duinkerke op 20 september aan het hoofd van een eskader van tien schepen, in zijn vlaggenschip "de Windhond".
Op de Windhond had Cornelis Weus als schipper Antoine Bart, die grootvader zou worden van Jean Bart. Weus is eveneens een rechtstreekse voorvader van Jean Bart, maar in vrouwelijke lijn, door zijn dochter Laurence Weus die echtgenote was van Michiel Jacobsen.